# Глыбокская поселковая община
Глыбокская поселковая община (укр. Глибоцька селищна громада) — территориальная община в Черновицком районе Черновицкой области Украины.
Административный центр — посёлок Глыбокая.
Население составляет 19284 человек. Площадь — 139,0 км².
В соответствии с распоряжением Кабинета Министров Украины от 12 июня 2020 года, в состав общины вошла территория Глыбокского поселкового совета, а также Дымковского, Михайловского, Опришенского, Стерченского и Черепковецкого сельских советов упразднённого Глыбокского района

## Населённые пункты
В состав общины входят 1 посёлок и 8 сёл:
- Посёлок Глыбокая
- Дымковский старостинский округ:
  - Дымка
- Михайловский старостинский округ:
  - Михайловка
  - Червоная Диброва
- Опришенский старостинский округ:
  - Опришены
  - Слободка
- Стерченский старостинский округ:
  - Стерче
- Черепковецкий старостинский округ:
  - Новый Волчинец
  - Черепковцы